# 山那树扎遗址
山那树扎遗址，位于中国甘肃省岷县，为一个省级文物保护单位。

## 保护
山那树扎遗址的历史年代为新石器时代。